# Warnachar I.
Warnachar I. (6. století – 600) byl burgundský šlechtic a první majordomus královského paláce v Burgundsku.
Pravděpodobně byl germánsko-franského původu. Kolem roku 570 byl merovejským velvyslancem v Byzantské říši. Od roku 596 byl prvním majordomem burgundského krále Theudericha II., tuto funkci zastával až do své smrti v roce 600. Byl otcem Warnachara II., který později také zastával úřad majordoma v Burgundsku.
Francouzský historik a genealog Christian Settipani se domnívá, že je potomkem Warniera z bitvy u Vézeronce a také Garniera, burgundského šlechtice, který figuruje mezi signatáři sbírky zákonů Lex Burgundionum. Vzhledem k tomu, že Garnier byl rýnsko-franského původu, může být předkem pouze z ženské linie.
Podle kroniky Historia Francorum zemřel ve čtvrtém roce panování Theudericha II.